# Vakifli

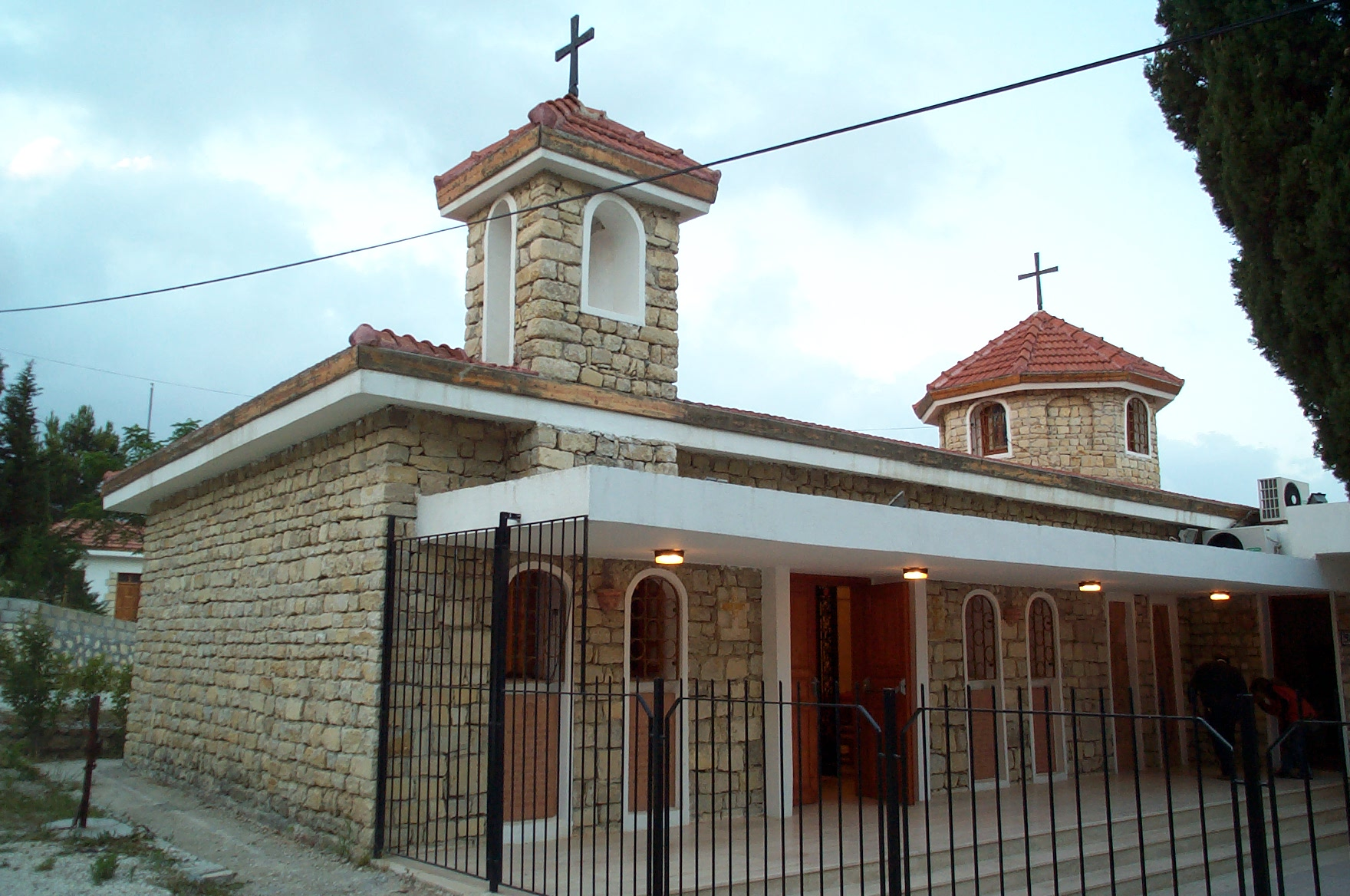
Surp Asdvadzadzinkyrkan i Vakifli.

Vakifli (turkiska: Vakıflı, armeniska: Վաքիֆ) är en by som ligger omkring 35 kilometer väster om Antakya i provinsen Hatay i södra Turkiet. Befolkningen uppgick till 128 invånare i slutet av 2011.
Byns kyrkobyggnad i sten uppfördes 1890 och ändrades om till en kyrka 1924. Den genomgick 1994-97 en omfttande renovering,
Vakifli är en gammal armenisk by. Den kan ha grundats på 100- eller 200-talet efter Kristus. Området är känt från boken De fyrtio dagar på musa dagh av Franz Werfel, som handlar om det väpnade armeniska motståndet vid Slaget om Musa Dagh på berget Musa Dagh 1915, mot turkarna under det armeniska folkmordet. De drygt 4.000 armeniska byborna från de sex byar som vistats på berget Musa Dagh under 53 dagar 1915, och som efter Slaget om Musa Dagh evakuerades med franska krigsfartyg den 12 september 1915 till Port Said, kunde återvända efter första världskrigets slut. Området förvaltades då av Frankrike som en del av mandatområdet Syrien, men 1939 kom Frankrike överens med Turkiet om att Hatay skulle överföras dit. Invånarna i alla de armeniska byarna utom Vakifli emigrerade då till Anjar i Bekaadalen i Libanon.
Vakifli är idag den enda armeniska orten i Turkiet.
Byn var tidigare den största byn i grannskapet, men dess fasta befolkning minskade drastiskt från 1960-talet på grund av utflyttning av yngre och medelålders personer, till stor del till utlandet. Dess näring är baserad på odling av citrusfrukter som apelsiner och manadariner, och byn har i detta avseende utmärkt sig genom att vara den turkiska by som först certifierats för organisk odling.
Den största återkommande händelsen i byn är firandet av den religiösa Surp Asdvadzadzinfesten (Sankt Asdvadzadzin) i mitten av augusti, då tusentals armenier samlas i byn. Saltet välsignas av prästen den första dagen och sedan tillagas gemensamt  traditionell  mat i sju stora beredningskärl, ett för varje tidigare armenisk by i området, under en hel natt. Under natten hålls danser och konserter. Dag nummer två välsignas drycken och religiösa ceremonier avhålls i kyrkans trädgård. Därefter välsignas maten och fördelas till bybefolkningen.
Kunskapen i armeniska är låg i byn, utom i den äldsta gruppen invånare, och minskar med en åldrande befolkning.